# Сети-ди-Сетембру
Сети-ди-Сетембру (порт. Sete de Setembro)  —  муниципалитет в Бразилии, входит в штат Риу-Гранди-ду-Сул. Составная часть мезорегиона Северо-запад штата Риу-Гранди-ду-Сул. Входит в экономико-статистический  микрорегион Серру-Ларгу. Население составляет 2149 человек на 2006 год. Занимает площадь 129,995 км². Плотность населения — 16,5 чел./км².
Праздник города —  22 октября.

## Статистика
- Валовой внутренний продукт на 2003 составляет 28.998.604,00 реалов (данные: Бразильский институт географии и статистики).
- Валовой внутренний продукт на душу населения на 2003 составляет 12.922,73 реалов (данные: Бразильский институт географии и статистики).
- Индекс развития человеческого потенциала на 2000 составляет 0,765 (данные: Программа развития ООН).

## География
Климат местности: субтропический гумидный.